# هوخشتتن-دهاون
هوخشتتن-دهاون (به آلمانی: Hochstetten-Dhaun) یک شهر در آلمان است که در باد کرویتسناخ واقع شده‌است.